# Bergbau in Sierra Leone

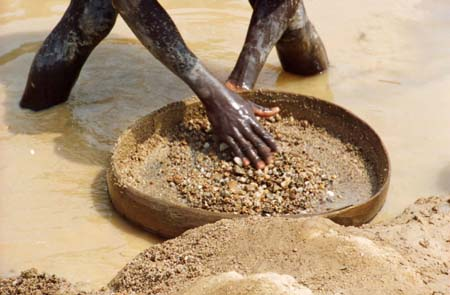
Diamantengewinnung in Sierra Leone

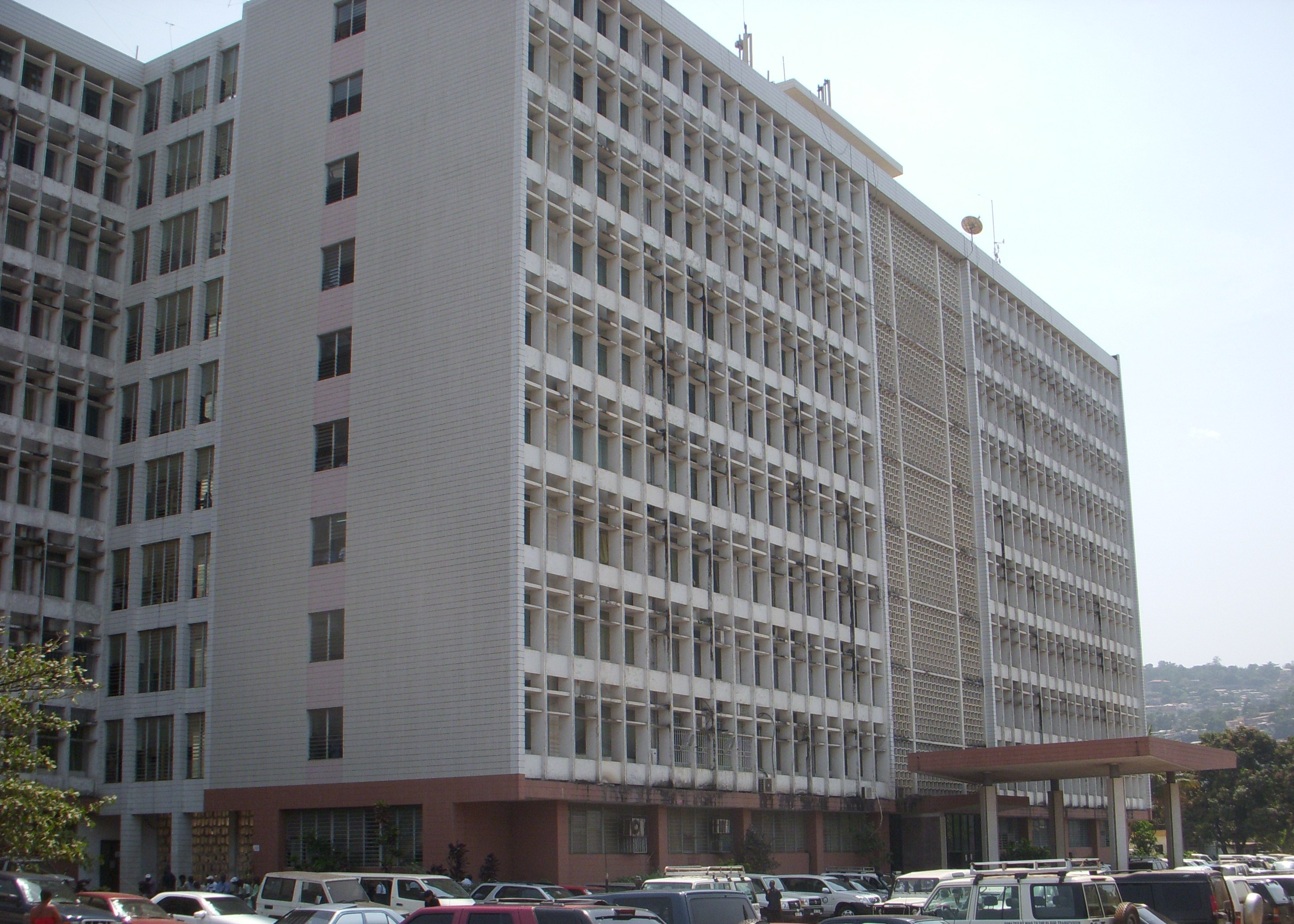
Youyi Building, Sitz des Bergbauministeriums

Der Bergbau in Sierra Leone spielt eine wichtige wirtschaftliche Rolle. Sierra Leone ist reich an Bodenschätzen, vor allem Bauxit, Diamanten, Gold, Eisenerz und Rutil. Der Bürgerkrieg in Sierra Leone von 1991 bis 2002 drehte sich vor allem um die Diamantvorkommen, die sogenannten Blutdiamanten.
Der Bergbau trägt etwa 20 Prozent zum Bruttoinlandsprodukt und 90 Prozent zu den Exporteinnahmen des Landes bei.
Der Sektor unterliegt dem Bergbauministerium. Die technische Umsetzung findet durch die staatliche National Minerals Agency (NMA) statt.
Seit 2014 vertritt die Sierra Leone Chamber of Mines, die Bergbaukammer des Landes, den Sektor. Grundlage ist der Mines and Mineral Act aus dem Jahr 2009.

## Geschichte
Der kommerzielle Bergbau begann in Sierra Leone in den 1920er-Jahren, nachdem die ersten Bauxitvorkommen bei Falaba entdeckt wurden. Diamanten wurden Anfang der 1930er-Jahre gefunden und exklusiv bis 1956 von dem Sierra Leone Selection Trust (SLST) abgebaut.
Obwohl das Abbaumonopol ursprünglich für 99 Jahre vergeben wurde, gab die SLST 1955 Schürfrechte außerhalb ihres Abbaugebietes ab. Dies erlaubte vor allem den Abbau im Rahmen des Kleinbergbaus. Bis 1965 gab es eine massive Arbeiterwanderung von der Landwirtschaft zum Bergbau. 1970 schloss sich die SLST mit der Regierung zur National Diamond Mining Corporation (NDMC) zusammen.
Vor Beginn des Bürgerkriegs 1991 arbeiteten etwa 250.000 Menschen im Bergbau, was mehr als 14 Prozent der gesamten Arbeitskräfte waren.

## Probleme

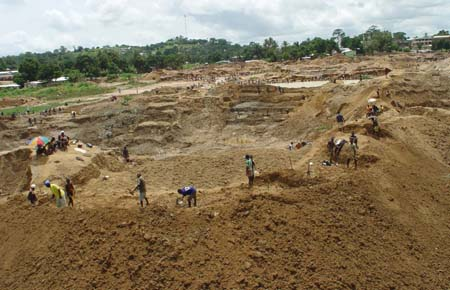
Schlechte Arbeitsbedingungen in einem sierra-leonischen Diamantenabbaugebiet

Generell ist der Bergbausektor in Sierra Leone von zahlreichen Problemen gekennzeichnet. So zählen eine schwache Gesetzgebung, Schmuggel und unsichere Arbeitsumstände zu den Hauptproblemen. Seit dem Bürgerkrieg hat sich der Sektor professionalisiert. Bis zu 50 Prozent der sierra-leonischen Diamanten werden geschmuggelt (Stand 2006).

## Abbauprodukte

### Bauxit
| in Tausend |            |
| 2021       | 1455,554 ▲ |
| 2020       | 1441,987 ▼ |
| 2019       | 1962,500 ▼ |
| 2018       | 2034,360 ▲ |
| 2017       | 1823,570 ▲ |
| 2016       | 1429,600 ▼ |
| 2015       | 1435,195 ▲ |
| Quelle:    |            |

Sierra Leone zählt zu den 12 wichtigsten Bauxitförderländern, einem Aluminium-Erz. Etwa 0,5 Prozent der Weltproduktion stammt aus dem Land. Bauxitvorkommen wurden in praktischen allen Landesteilen Sierra Leones nachgewiesen. Hauptabbaugebiete befinden sich im Distrikt Moyamba, um Freetown und Kamakwie.

### Diamanten
| in Tausend |           |
| 2021       | 829,330 ▲ |
| 2020       | 686,020 ▼ |
| 2019       | 824,430 ▲ |
| 2018       | 739,600 ▲ |
| 2017       | 288,260 ▼ |
| 2016       | 549,502 ▼ |
| 2015       | 1000,089  |
| …          | …         |
| 2000       | 77        |
| …          | …         |
| 1990       | 78        |
| …          | …         |
| 1980       | 592       |
| …          | …         |
| 1970       | 1955      |
| Quelle:    |           |

Diamanten waren in der Vergangenheit die Grundlage des sierra-leonischen Bergbaus, haben aber in den vergangenen 30 Jahren an Bedeutung verloren. Die gewonnenen Diamanten erzielen im weltweiten Vergleich einen der höchsten Karatpreise. Sierra Leone zählte 1970 zu den sechs größten Produzenten von Naturdiamanten weltweit, aktuell (Stand 2017) weiterhin zu den zehn größten.
Die Hauptabbaugebiete liegen auf etwa einem Viertel der Landesfläche Sierra Leones, vor allem im Osten und Südosten. Die Diamantenfelder nehmen etwa 20.000 Quadratkilometer ein. Die wichtigsten Abbaugebiete befinden sich in den Distrikten Kono, Kenema, Bo und Pujehun.

### Eisenerz
Der Abbau von Hämatit hat nach 35 Jahren Ruhestand am 11. Februar 2010 im Marampa-Bergwerk wieder begonnen. Der Distrikt Tonkolili verfügt über die größten Eisenerzvorkommen in Afrika und den drittgrößten weltweit. Die Gewinnung lag bei bis zu 6,6 Millionen Tonnen im Jahr 2016 und fiel zuletzt auf knapp 720.000 Tonnen im Jahr 2019.

### Gold
Der Abbau von Gold hat vor allem mit dem Kleinabbau in Alluvialböden begonnen. Nach Ende des Bürgerkriegs wurde der kommerzielle Großabbau begonnen. Diverse Explorations- und Abbauunternehmen haben zwischen 2004 und 2015 Lizenzen erhalten. Zwischen 2013 und 2017 wurden 545 Kilogramm Gold in Sierra Leone abgebaut. Die Jahresproduktion stieg auf 464 Tonnen im Jahr 2018 und sank bis 2021 wieder auf 92 Tonnen.

### Titanerze
| in Tausend |                      |
| 2021       | 131,311 ▲ / 53,802 ▲ |
| 2020       | 116,569 ▼ / 50,963 ▼ |
| 2019       | 136,790 ▲ / 63,350 ▲ |
| 2018       | 108,320 ▼ / 49,510 ▼ |
| 2017       | 165,470 ▲ / 57,040 ▲ |
| 2016       | 148,541 ▲ / 28,102 ▼ |
| 2015       | 126,021 ▲ / 48,420 ▲ |
| Quelle:    |                      |

Sierra Leone ist eines der fünf größten Herkunftsländer von Rutil, einem Titanerz. Der Abbau findet in mindestens 19 Bergwerken auf einer Fläche von 580 Quadratkilometern statt. Beim Abbau von Ilmenit zählt das Land zu den sechs größten Produzenten.
Der Abbau liegt monopolistisch in der Hand von Sierra Rutile, einer Tochter der australischen Iluka Resources.

### Sonstige Mineralien
In Sierra Leone werden in geringem Umfang auch Zirconium-Minerale abgebaut.